# Барнечеа
Атлетик Клуб Барнечеа (на испански: Athletic Club Barnechea), е чилийски професионален футболен отбор от квартал Ло Барнечеа на столицата Сантяго. Създаден е на 23 декември 1929 г. под името Клуб Депортиво Санта Роса Ло Барнечеа. От сезон 2014 г. играе в чилийската Примера Дивисион.

## История
Отборът е основан през 1929 г., когато клубът по стрелба с лък Санта Роса решава да организира футболно подразделение. През 1943 г. името е сменено на Депортиво Ло Барнечеа. В продължение на десетилетия тимът се подвизава в регионални аматьорски първенства, преди през 1983 г. да започне участието си в новосформираната Куарта Дивисион, по това време чилийската четвърта дивизия (която днес под името Терсера Дивисион Б е петото ниво на чилийския футбол). Второто място през 1988 г. води до промоция в Терсера Дивисион (тогавашната трета дивизия, а днес под името Тресера Дивисион – четвърта дивизия). През 2011 г. отборът завършва на първо място в първенството и печели промоция в Примера Б. Още по време на първия си сезон във второто ниво на чилийския футбол, тимът, вече под името ФК Барнечеа, завършва на второ място и играе баражи за влизане в Примера Дивисион. Мачовете срещу финиширалия на трето място Нюбленсе завършват 1:1 и 2:2 и след изпълнения на дузпи Барнечеа пада с 6:7. След това в нов опит за влизане в елита отборът играе срещу 16-ия в Примера Дивисион Кобресал. След победа с 3:1 в първия мач Барнечеа губи с 3:0 на реванша и се разминава с промоцията. Тя обаче става факт две години по-късно, когато Барнечеа завършва на четвърта позиция, а в турнира-бараж за влизане в Примера Дивисион си проправя път до финала срещу Сан Луис де Кийота, където в герой за тима се превръща вратаря Хорхе Мандука. След разменени победи с по 1:0 при изпълнението на дузпите Мандука отбелязва решаващата за победата с 4:3, която праща неговоя отбор в елита за първи път в историята.

## Футболисти

### Настоящ състав
| №             | Нац.    | Играч                    | Роден            | Последен отбор       |
| Вратари       | Вратари | Вратари                  | Вратари          | Вратари              |
| ------------- | ------- | ------------------------ | ---------------- | -------------------- |
| 1             |         | Грегори Сааведра         | 11 февруари 1989 | Трансандино          |
| 25            |         | Хорхе Мандука            | 27 октомври 1979 | Кокимбо Унидо        |
| 30            |         | Алваро Саласар           | 24 март 1993     | Коло Коло            |
| Защитници     |         |                          |                  |                      |
| 3             |         | Даниел Кастийо           | 24 август 1989   | Депортес Мелипия     |
| 4             |         | Гонсало Лаулер           | 14 януари 1989   | Депортес Темуко      |
| 13            |         | Кристиан Рейнеро         | 25 август 1979   | Сан Маркос де Арика  |
| 14            |         | Себастиан Монтесинос     | 12 март 1986     | Нюбленсе             |
| 16            |         | Марио Пардо Акуня        | 13 май 1988      | Депортес Ла Серена   |
| 19            |         | Кристобал Вергара        | 20 юни 1994      | Евъртън              |
| 20            |         | Моисес Васкес            | 2 февруари 1990  | Евъртън              |
| 23            |         | Николас Суарес           | 20 май 1982      | Палестино            |
| 33            |         | Джон Сантандер           | 15 май 1994      | Депортес Ла Серена   |
| Полузащитници |         |                          |                  |                      |
| 2             |         | Нелсон Робойедо          | 14 ноември 1985  | Депортес Икике       |
| 6             |         | Камило Ренкорет          | 4 януари 1991    | Евъртън              |
| 10            |         | Даниел Гонсалес          | 30 януари 1984   | Депортес Антофагаста |
| 11            |         | Кристиан Иванобски       | 11 февруари 1990 | Сантяго Морнинг      |
| 18            |         | Оскар Ернандес Поланко   | 3 юли 1994       | Унион Еспаньола      |
| 21            |         | Клаудио Риверос          | 28 юли 1993      | юноша на отбора      |
| 22            |         | Франсиско Левипан        | 11 юни 1993      | Депортес Пуерто Монт |
| 24            |         | Игнасио Карока           | 2 ноември 1993   | Нюбленсе             |
| 26            |         | Кристиан Мартинес Муньос | 18 юли 1983      | Аудакс Италяно       |
| 27            |         | Маурисио Йевенес         | 9 март 1994      | Коло Коло Б          |
| –             |         | Фелипе Мансия            | 30 март 1994     | юноша на отбора      |
| Нападатели    |         |                          |                  |                      |
| 5             |         | Гонсало де Порас         | 26 юли 1984      | Депортес Консепсион  |
| 7             |         | Джони Контрерас          | 27 октомври 1984 | юноша на отбора      |
| 8             |         | Франсиско Ибаниес        | 13 януари 1986   | Депортес Консепсион  |
| 9             |         | Давид Ескаланте          | 21 май 1991      | Сантяго Морнинг      |
| 17            |         | Франсиско Писаро         | 10 май 1989      | Универсидад Католика |
| 29            |         | Хоакин Моя               | 13 декември 1993 | юноша на отбора      |
| 31            |         | Байрон Оярсо             |                  | юноша на отбора      |

## Успехи
- Примера Б:
  - Вицешампион (1): 2014
- Терсера Дивисион
  - Шампион (1): 2011
  - Вицешампион (2): 1997, 1998
- Куарта Дивисион
  - Вицешампион (1): 1988